# Filipów (gromada)
Filipów – dawna gromada, czyli najmniejsza jednostka podziału terytorialnego Polskiej Rzeczypospolitej Ludowej w latach 1954–1972.
Gromady, z gromadzkimi radami narodowymi (GRN) jako organami władzy najniższego stopnia na wsi, funkcjonowały od reformy reorganizującej administrację wiejską przeprowadzonej jesienią 1954 do momentu ich zniesienia z dniem 1 stycznia 1973, tym samym wypierając organizację gminną w latach 1954–1972.
Gromadę Filipów z siedzibą GRN w Filipowie utworzono – jako jedną z 8759 gromad – w powiecie suwalskim w woj. białostockim, na mocy uchwały nr 23/V WRN w Białymstoku z dnia 4 października 1954. W skład jednostki weszły obszary dotychczasowych gromad Czostków, Filipów, Garbaś i Wólka wraz z miejscowością Rospuda z dotychczasowej gromady Huta ze zniesionej gminy Filipów w tymże powiecie oraz obszar dotychczasowej gromady Mieruniszki (z wyłączeniem lasów państwowych i kolonii nr 229) ze zniesionej gminy Mieruniszki w powiecie oleckim. Dla gromady ustalono 22 członków gromadzkiej rady narodowej.
29 lutego 1956 do gromady Filipów przyłączono wsie Romanówka i Przystajne z gromady Przerośl-Osada w powiecie gołdapskim.
1 stycznia 1958 do gromady Filipów przyłączono (częściowo okrojony) obszar zniesionej gromady Czarne (włączonej tego samego dnia do powiatu swalskiego z powiatu gołdapskiego w tymże województwie), wsie Zusno, Olszanka i Szafranki ze zniesionej gromady Zusno oraz wsie Motule Stare i Motule Nowe z gromady Jemieliste w tymże powiecie.
1 stycznia 1969 z gromady Filipów wyłączono wsie Romanówka i Przystajne włączając je (z powrotem) do gromady Przerośl-Osada; równocześnie do gromady Filipów przyłączono wsie Agrafinówka, Bartnia Góra, Dębszczyzna Nowa, Dębszczyzna Stara, Jemieliste, Smoleńka i Tabałówka ze zniesionej gromady Jemieliste.
1 stycznia 1972 z gromady Filipów wyłączono następujące obszary, włączając je do je do nowo utworzonej gromady Pogorzel w powiecie gołdapskim: grunty wsi Bitkowo o powierzchni 500,91 ha, w tym grunty PGR Żelazki o powierzchni 300,45 ha i grunty gospodarstw indywidualnych o powierzchni 200,46 ha; część gruntów Nadleśnictwa Kowale Oleckie, dział VIII o powierzchni 48,69 ha; obszar wsi Bitkowo Kowalskie o powierzchni 50 ha; oraz jezioro Bitkowo o powierzchni 99,77 ha.
Gromada przetrwała do końca 1972 roku, czyli do kolejnej reformy gminnej. Z dniem 1 stycznia 1973 roku reaktywowano gminę Filipów.